# Matilda Berggren
Matilda Britta Filippa Berggren, född 1987 i Lund, är en svensk radioprogramledare och komiker. Hon gjorde sin programledardebut i programmet Hallå P3 år 2010, och därefter var hon programledare för Ligga med P3 fram till våren 2013. Sommaren 2013 programledde hon poddserien Träna med P3. Matilda Berggren är även verksam som stå upp-komiker, DJ och konferencier.